# Struthanthus nigrescens
Struthanthus nigrescens är en tvåhjärtbladig växtart som beskrevs av August Wilhelm Eichler. Struthanthus nigrescens ingår i släktet Struthanthus och familjen Loranthaceae. Inga underarter finns listade i Catalogue of Life.